# Herce (apellido)
Herce (también aparecen las formas Herze, Hercé, Erce, Erze o Ertze) es un apellido toponímico riojano de etimología eusquérica.
Según afirma Jaime Kerexeta en su Diccionario Onomástico y Heráldico, el origen de este apellido está en el pueblo de Herce en La Rioja (España).
También aparece en Francia, Europa central y los Balcanes, aunque no hay constancia de un tronco común. En Francia su origen podría proceder de herse que es rastrillo en francés. En la región del Loira, existe un pueblo denominado Hercé. En Europa central es común la variante Hertz, si bien se desconoce si tiene alguna relación con Herce.
Existen expedientes de hidalguía en el Archivo de la Real Chancillería de Valladolid y en el Archivo de la Real Chancillería de Granada .

## Etimología
El origen del apellido se encuentra en el topónimo riojano del pueblo de Herce en la Rioja Baja. Este es de etimología euskérica ya que en La Rioja se habló euskera. Hay varias hipótesis:
Por la etimología del término
- De "eri(t)z" que significa "terrenos comunales".
- De "ertz" cuyo significado es orilla, borde, extremo, esquina.

Por la toponimia
El euskera es una lengua descriptiva por lo que la aplicación de términos a la descripción del paraje es una de las causas de hipótesis probable.
- De "eretz " que es lado, ladera, pero habiendo sufrido una contracción a lo largo del tiempo.
- De "hertze,  herze,  hertse" que quiere decir “intestino” (formado de "hertsi" y el sufijo -tze)  que viene de "cerramiento" o "estrechez" que se puede aplicar al topónimo. Hay un caso el Navarra, en Oroz-Betelu, con "Ertsi" y un "Erze" en Zúñiga.
- De  "hertsi" o "ertzi" que es estrecho, apretado, angosto. Concepto que es coincidente con la situación de la población de Herce en un barranco rodeado de cortados rocosos por un lado, y el lecho del Cidacos por el otro.[2]

Hay abundante documentación histórica donde aparecen versiones del término; Erce 1152, Herz 1152, Erze 1162, Erz 1201 y 1202, Erçi 1455, y Herçe 1455. Aunque las formas con "i" final son tardías y testimoniales, se estima que dado que la evolución fonética habitual en la región es la de adaptar las terminaciones en "i" a "e".

## Difusión del apellido
El apellido "Herce" y su variante "Erce" está distribuido por todos los países de habla hispana. En España la variante "Herce", según el Padrón Continuo a fecha uno 1 de enero de 2021, había 1.556 personas que lo tienen de primer apellido, 1.690	de segundo y 30	de primero y segundo. La distribución del apellido se centra en los territorios de La Rioja y Navarra siendo también numerosa en el País Vasco, con menos peso en Aragón (en Zaragoza y Huesca), Gerona, Cantabria, Burgos, León y Asturias. También hay personas con este apellido en Madrid, Barcelona, Tarragona, Toledo, Valencia, Alicante, Sevilla y Cádiz. La variante "Erce" es mucho menos común, con solo 147 personas que lo tienen como primer apellido y 109 como segundo. Su distribución está centrada en Navarra y hay presencia en Guipúzcoa, Vizcaya, Valladolid, Madrid y Cáceres.
También hay personas con apellido Herce en Francia, Italia, Gran Bretaña, EE. UU., México y en todos los países de América Latina así como en otros países de Europa.

### Testimonios históricos
Hay familias con apellido Herce en:
- Vizcaya: Bilbao (en 1745), Lequeitio.
- Guipúzcoa: Vergara, San Sebastián, Éibar, Andoáin.
- Navarra: Allo (documentado en 1891), Artajona, Pamplona, Cadreita, Olite (siglo XVIII).
- Álava: Alegría de Álava.
- La Rioja, Quel, Arnedo...
- Fuentes de Andalucía, Sevilla.
- Madrid.
- Barcelona
- Zaragoza, Jaca, Huesca.
- Ciudad de México
- Buenos Aires, Argentina
- San Juan, Argentina

## Escudos
El blasón de "Herce" está certificado por el Cronista y Decano Rey de Armas Don Vicente de Cadenas y Vicent.

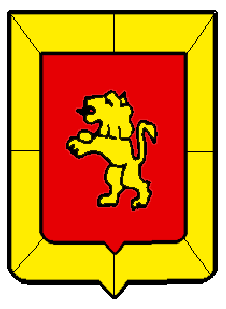
Rojo. Un león rampante de oro. Bordura almenada de ocho piezas de oro.
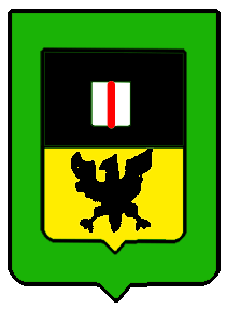
Cortado: negro, un escusón invertido de plata, con un palo rojo en oro. un águila negra. Bordura lisa verde.
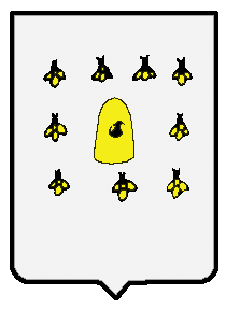
En plata, una colmena de oro. Rodeada de nueve abejas de oro.
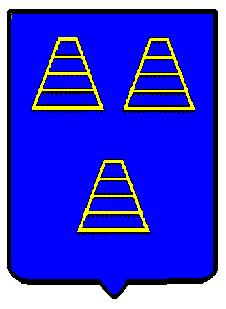
Los de Francia; de azur con tres rastrillos de oro.